# Daniel Atterbom
Daniel Amadeus Atterbom, född 12 november 1959 i Stockholm, död 4 juni 2016 i Norrköping, var en svensk journalist och ordförande i Seriefrämjandet. Under sin tid som dess ordförande, 1989–1995, arrangerade han ett antal årliga seriemässor i Stockholm med omnejd.

## Biografi
Daniel Atterbom tillhörde lärdomssläkten Atterbom. Per Daniel Amadeus Atterbom var hans farfars farfar och Ebba Atterbom hans farfars syster. Hans mormors far Arvid Knöppel tog OS-guld i skytte 1908. Daniel Atterbom, som var dyslektiker, har berättat att han som liten lärde sig läsa med hjälp av Kalle Anka.

### Journalistik och Seriefrämjandet
Atterbom arbetade som journalist, mest frilans, sedan 1980. Till en början skrev han om musik och foto. Han var bland annat redaktör för Bild & Bubbla i omgångar 1985–1997. Han har även sammanställt Bild & Bubblas stora seriebok (1989) och Bild & Bubblas andra seriebok (1992). Atterbom skrev understreckare om serier och den amerikanska journalisten David Halberstam i Svenska Dagbladet och han hade vikariat på såväl Expressen som Svenska Dagbladet.
Daniel Atterbom arrangerade, tillsammans med bland andra serie- och bokförsäljaren Hasse Thoresen, 1990–1995 ett antal mässor och konferenser om serier, i Sollentuna och Stockholm. 

### Senare år
Han arbetade 1996–1998 på PC Hemma och var 1998–2004 chefredaktör för film- och musiktidningen Premiär, som var Megastore Videobutikens kundtidning. Han drev 2004–2008 ett företag som sysslade med publicistisk verksamhet och hundkurser på Österlen i Skåne.
2008 flyttade han från Skåne till Norrköping för att frilansa, bland annat för lokal nyhets- och nöjespress. Samma år skänkte han sin samling av brev och tidskrifter om serier med mera till Svenskt Seriearkiv. 2011 var Atterbom en av arrangörerna av Ruta till Ruta, en serie- och animationsfestival i Norrköping. Under 2014 var han chefredaktör för den nystartade regionala affärstidningen Affärsstaden Linköping.
År 2016 avled Daniel Atterbom i cancersjukdom.

## Utmärkelser
- Svenska Serieakademins diplom 1998 (se Adamsonstatyetten)

## Mässarrangemang
- 1990 – Seriemässan i Sollentuna (Sollentunamässan)
- 1991 – Serie-Expo '91 (Stockholmsmässan)[11]
- 1992 – Serie-Expo '92 (Sollentunamässan)[12]
- 1993 – Serie-Expo '93 (Sollentunamässan)[13]
- 1994 – Serie-Expo '94 (Stockholmsmässan)[14]
- 1995 – Serie-Expo '95 (Sollentunamässan)
- 2011 – Ruta till Ruta ("Norrköpings Animations & Seriefestival")